# Tapirulàn
Tapirulàn  è un film italiano del 2022 diretto da Claudia Gerini.
Si tratta del primo film come regista dell'attrice, che è anche protagonista, coproduttrice e ha collaborato alla sceneggiatura.

## Trama
Emma lavora da casa, senza uscire mai. Fa consulenza psicologica tramite un grande monitor integrato al suo tapis roulant, dove corre molte ore al giorno, mentre aiuta a sbloccare le vite dei suoi clienti. Dopo 26 anni sua sorella minore la rintraccia, e l'equilibrio apparente che Emma si era creato, si spezza di colpo.